# ديفيد إيفانز (جيولوجي)
ديفيد إيفانز (بالإنجليزية: David Evans)‏ هو جيولوجي أمريكي، ولد في 7 أبريل 1970 في ميلواكي في الولايات المتحدة.
1. ↑   https://people.earth.yale.edu/profile/david-evans/about. اطلع عليه بتاريخ 2021-06-28. {{استشهاد ويب}}: |url= بحاجة لعنوان (مساعدة) والوسيط |title= غير موجود أو فارغ (من ويكي بيانات) (مساعدة)